# Distretto di Çaldıran
Il distretto di Çaldıran (in turco Çaldıran ilçesi) è uno dei distretti della provincia di Van, in Turchia.